# Allan Quatermain et la Cité de l'or perdu
Série
Allan Quatermain et les Mines du roi Salomon
Pour plus de détails, voir Fiche technique et Distribution.
Allan Quatermain et la Cité de l'or perdu (Allan Quatermain and the Lost City of Gold) est un film américain réalisé par Gary Nelson, sorti en 1986.
Il fait suite à Allan Quatermain et les mines du roi Salomon sorti l'année précédente, avec le même duo de vedettes, Richard Chamberlain et Sharon Stone.

## Synopsis
Les nouvelles aventures d'Allan Quatermain et de Jessie Huston, désormais sa compagne. Alors qu'il s'apprête à partir aux États-Unis pour se marier, un homme grièvement blessé surgit. Allan recueille alors les confessions du mourant.

## Fiche technique
- Titre : Allan Quatermain et la Cité de l'or perdu
- Titre original : Allan Quatermain and the Lost City of Gold
- Réalisation : Gary Nelson
- Scénario : Gene Quintano et Lee Reynolds, d'après le roman Allan Quatermain de Henry Rider Haggard paru en 1887
- Production : Yoram Globus, Menahem Golan et Avi Lerner
- Musique : Michael Linn
- Photographie : Frederick Elmes et Álex Phillips Jr.
- Montage : Gary Griffin, Alain Jakubowicz et Daniel Loewenthal
- Pays d'origine : États-Unis
- Format : Couleurs
- Genre : Aventure
- Durée : 96 minutes (1h 36)
- Date de sortie :
  -  Allemagne de l'Ouest : 18 décembre 1986
  -  États-Unis : 30 janvier 1987
  -  France : 1er avril 1987
- Affiche : Jean Mascii (France)

## Distribution
- Richard Chamberlain (VF : Richard Darbois) : Allan Quatermain
- Sharon Stone (VF : Isabelle Ganz) : Jesse Huston
- James Earl Jones (VF : Robert Liensol) : Umslopogaas
- Henry Silva (VF : Pascal Renwick) : Agon
- Robert Donner (VF : Mostefa Stiti) : Swarma
- Doghmi Larbi : Nasta
- Aileen Marson (VF : Emmanuelle Bondeville) : Reine Nyleptha
- Cassandra Peterson : Reine Sorais
- Martin Rabbett : Robeson (Robert en VF) Quatermain
- Rory Kilalea (VF : Joel Martineau) : Dumont
- Alex Heyns (VF : André Valmy) : Dutchman

## Autour du film
- Dans cette suite, Richard Chamberlain change de voix française. Si Guy Chapellier avait prêté sa voix à l'acteur américain dans Allan Quatermain et les Mines du roi Salomon, c'est Richard Darbois qui lui succède ici. En effet ce dernier avait, entre-temps, doublé Chamberlain dans la série Les oiseaux se cachent pour mourir.
- La séquence de la traversée de la caverne a été filmée en dernier (en studio). Détail particulièrement visible sur Richard Chamberlain qui a les cheveux plus longs et James Earl Jones qui a la barbe plus épaisse. Plus tard, au moment où les personnages arrivent à la cité perdue, les deux acteurs reprennent soudainement leurs apparences initiales.
- L'attaque du lion à l'entrée de la cité semble avoir été filmée avec deux spécimens différents : Lorsque l'animal fait son apparition, il est plutôt vieux avec une crinière bien touffue ; Au changement de plan, il paraît plus jeune et plus maigre.
- Au moment où Quatermain plonge à travers le plafond ouvert et s'accroche au gong (pour secourir Jesse et Nylephta), on peut apercevoir distinctement les ficelles suspendant le cascadeur.
- Une scène coupée au montage montrait Quatermain s'introduire dans la fonderie (là où Agon avait sacrifié un esclave pour en faire une statue d'or). On le voit notamment utiliser un fouet comme Indiana Jones. Un passage de cette scène est cependant visible dans la bande-annonce du film.